# Вільясаяс
Вільясаяс (ісп. Villasayas) — муніципалітет в Іспанії, у складі автономної спільноти Кастилія-і-Леон, у провінції Сорія. Населення — 98 осіб (2010).
Муніципалітет розташований на відстані близько 140 км на північний схід від Мадрида, 47 км на південь від Сорії.
На території муніципалітету розташовані такі населені пункти: (дані про населення за 2010 рік)
- Фуентехельмес: 30 осіб
- Вільясаяс: 68 осіб

## Демографія
Динаміка населення (INE ):

## Галерея зображень

Розташування муніципалітету Вільясаяс